# Comuna de Gnojno
Gnojno (polaco: Gmina Gnojno) é uma gminy (comuna) na Polónia, na voivodia de Santa Cruz e no condado de Busko. A sede do condado é a cidade de Gnojno.
Conforme os censos de 2004, a comuna tem 4780 habitantes, com uma densidade 50 hab,/km².

## Área
Estende-se por uma área de 95,66 km², incluindo:
- área agricola: 77%
- área florestal: 15%

## Demografia
Dados de 30 de Junho 2004:
|                      | Total   | Total | Mulheres | Mulheres | Homens  | Homens |
| -------------------- | ------- | ----- | -------- | -------- | ------- | ------ |
|                      | pessoas | %     | pessoas  | %        | pessoas | %      |
| População            | 4780    | 100   | 2361     | 49,4     | 2419    | 50,6   |
| Densidade (pop./km²) | 50      | 100   | 24,7     | 24,7     | 25,3    | 25,3   |

De acordo com dados de 2005, o rendimento médio per capita ascendia a 1490,64 zł.

## Comunas vizinhas
- Busko-Zdrój, Chmielnik, Pierzchnica, Stopnica, Szydłów, Tuczępy